# Varga Zsuzsanna (történész)
Varga Zsuzsanna (Salgótarján, 1970 –) történész, az ELTE BTK Új és Jelenkori Magyar Történeti Tanszékének oktatója.
Kutatási területe a mezőgazdaság és a vidéki társadalom története Magyarországon a 20. században, valamint Közép- és Kelet-Európa agrárátalakulása a 20. század második felében.

## Tanulmányok és tudományos fokozatok
1988 és 1993 között a Kossuth Lajos Tudományegyetem (ma Debreceni Egyetem) történelem és orosz szakjain tanult. 1993-tól 1996-ig az MTA Tudományos Minősítő Bizottság doktori képzésén vett részt. CSc (PhD) fokozatot 1998-ban szerzett, 2009-ben habilitált, 2015-ben pedig elnyerte a Magyar Tudományos Akadémia doktora címet.

## Munkahelyek és oktatói tevékenység
1993 és 1996 között az MTA TMB tudományos ösztöndíjasa (Budapesti Közgazdaságtudományi Egyetem Gazdaságtörténeti Tanszék). 1996-tól 1998-ig az MTA Gazdaságtörténeti Kutatócsoport tudományos segédmunkatársa (Budapesti Közgazdaságtudományi Egyetem Gazdaságtörténeti Tanszék). 1999-től 2000-ig a Debreceni Egyetem Új- és Legújabbkori Magyar Történeti Tanszékének tanársegédje, majd adjunktusa. 2000 szeptemberétől az ELTE BTK Történeti Intézet Új- és Jelenkori Magyar Történeti Tanszékén adjunktus, később docens, 2016. szeptember 1-től pedig egyetemi tanár és tanszékvezető.

## Szervezeti Tagságok
- 2007–2010: tagság a Magyar Történelmi Társulat Igazgatóválasztmányában
- 2008-tól az MTA Agrártörténeti és Faluszociológiai Bizottságában Agrártörténeti és Faluszociológiai Bizottság titkára
- 2010-től European Rural History Organisation (EURHO) vezetőségi tag
- 2015-től tanácsadó a Svájci Agrártörténeti Archívum (Archiv für Agrargeschichte) Tudományos Tanácsadó Testületében
- 2016–2019: az MTA Történettudományi Bizottság nem akadémikus közgyűlési képviselője
- 2018–2023: az MTA Agrártörténeti és Faluszociológiai Bizottságában Agrártörténeti és Faluszociológiai Bizottság elnöke
- 2019–2025: European Rural History Organisation (EURHO) alelnöke
- 2022–2025: az MTA Történettudományi Bizottság nem akadémikus közgyűlési képviselője
- 2023–2026: a Magyarországi Humboldt-Egyesület felügyelőbizottsági tagja
- 2023–2027: az MTA Történettudományi Bizottság alelnöke

## Egyéb szakmai tevékenység
- 2005-től Agrártörténeti Szemle, szerkesztő
- 2012-től Történelmi Szemle, szerkesztőbizottsági tag[2]
- 2015-től Századok, szerkesztőbizottsági tag[3]
- 2019-től Historical Studies on Central Europe (HSCE), szerkesztőbizottsági tag[4]
- 2022-től Historia Agraria, szerkesztőbizottsági tag[5]
- 2023-tól Roczników Dziejów Społecznych i Gospodarczych, szerkesztőbizottsági tag[6]

## Díjak, kitüntetések, ösztöndíjak
2013-ban elnyerte a Magyar Tudományos Akadémia Bolyai-plakettjét, 2016-ban az Eötvös Loránd Tudományegyetem Rektori Kiválósági Különdíját. 2019-ben az ELTE Bölcsészettudományi Kar Cziráky Antal-díjjal, 2021-ben pedig Kari Publikációs Díjjal tüntette ki.

## Főbb publikációk
- The Hungarian Agricultural Miracle? Sovietization and Americanization in a Communist Country, New York, Rowman and Littlefield, 2021. (The Harvard Cold War Studies Book Series)
- A magyar parasztság esete a szovjet kolhozzal. Átalakuló életvilágok falun az ötvenes– hatvanas években. Budapest, L’Harmattan, 2021.
- The 20th-century rural development of Hungary in statistics and beyond. In: Zsuzsanna Varga – Anssi Halmesvirta (eds.): Agriculture and Rural Life in Finland and Hungary. Loimaa, SARKA, 2018. 31–56.
- Agricultural Economics and the Agrarian Lobby in Hungary under State Socialism. East Central Europe, 44 (2017) 234–308.
- Az agrárlobbi tündöklése és bukása az államszocializmus időszakában. Budapest, Gondolat, 2013.
- Wartime Agricultural Policy in Peacetime: A Case Study of Hungary, 1940–1956. In: War, Agriculture, and Food. Rural Europe from the 1930s to the 1950s. Eds.: Paul Brassley, Yves Segers and Leen Van Molle. New York, Routledge, 2012. 96–110
- The Agrarian Elite in Hungary before and after the Political Transition. In: European Economic Elites Between a New Spirit of Capitalism and the Erosion of State Socialism.  (Eds.: Christoph Boyer, Friderike Sattler) Berlin, Duncker & Humblot, 2009. 221–250.
- The Impact of 1956 on the Relationship between the Kádár Regime and the peasantry, 1956–66. Hungarian Studies Review, Vol. XXXIV, Nos. 1-2. 2007. 155–176.
- Questioning the Soviet economic model in the 1960s. In: Muddling Through in the Long 1960s. Ideas and Everyday Life in High Politics and Lower Classes of Communist Hungary, György Péteri (ed.), Trondheim, Norwegian University of Science and Technology,  2005. 109–134.
- Politika, paraszti érdekérvényesítés és szövetkezetek Magyarországon 1956–1967. Budapest, Napvilág Kiadó, 2001.